# Aristarc de Samos
Aristarc (grec antic: Αρίσταρχος «Arístarkhos», llatí: Aristarchus) (ca.310 aC - 230 aC) era un astrònom i matemàtic grec, nascut a Samos, Grècia. Va ser la primera persona que proposà el model heliocèntric del sistema solar, que col·locava el Sol, i no la Terra, en el centre de l'univers conegut.
Va ser deixeble d'Estrató de Làmpsac, va viure la major part de la seva vida a Alexandria, i a la capital egípcia exercint de mestre en el seu museu. Ptolemeu IV Filopàtor (rei 222-205 aC) li va encarregar l'educació del seu fill Ptolemeu V Epífanes (rei 204-180 aC) i també fou preceptor de Ptolemeu VIII Evergetes II Fiscó, (170-163 aC).

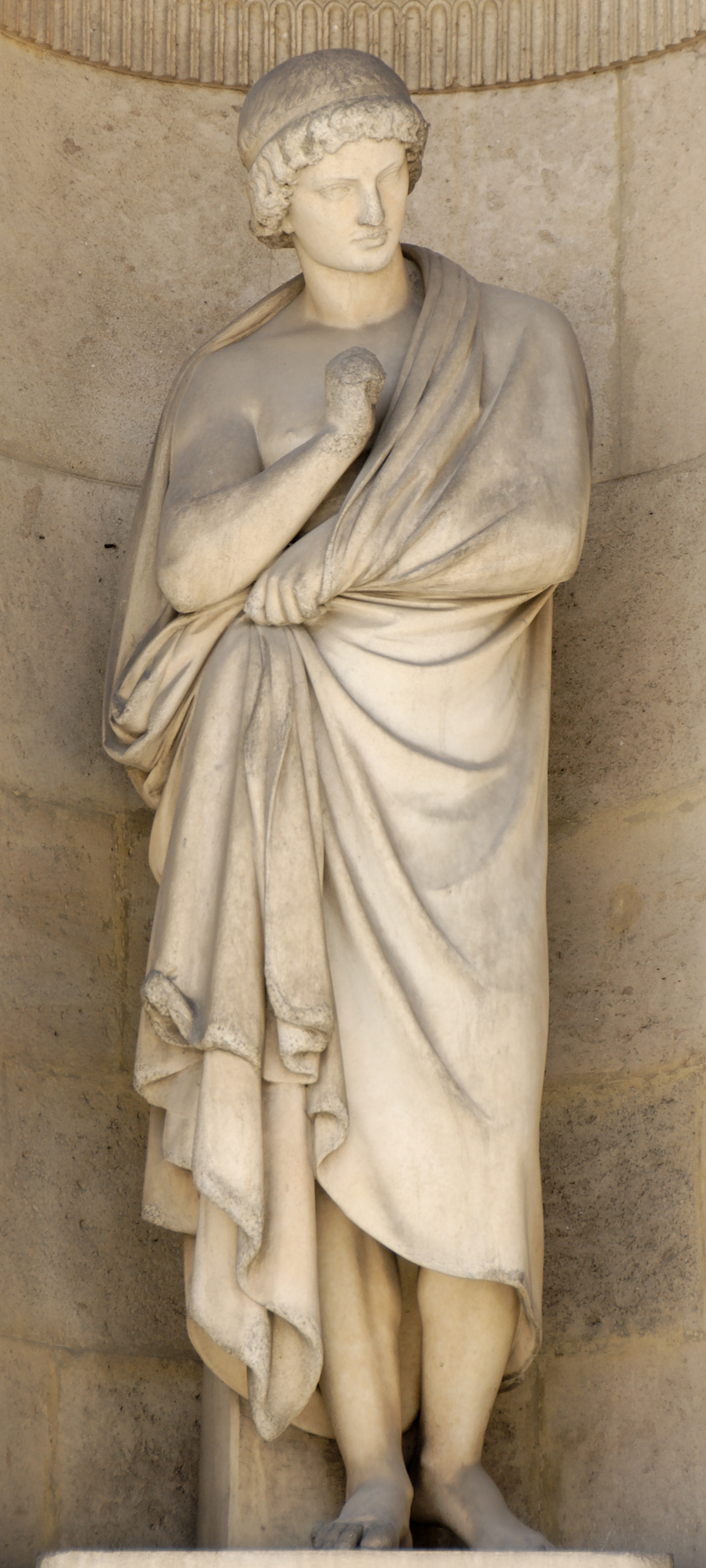
Interpretació d'Aristarc segons els escultors del segle XIX Georges Diebolt i Louis Merley. Estàtua a la Cour Carrée del Palau del Louvre.

Com molts altres savis feu ús de l'emblemàtica Biblioteca d'Alexandria, on es reunien les ments més privilegiades de l'antiguitat clàssica. En aquell moment la creença predominant defensava un sistema geocèntric. Els astrònoms de l'època veien que els planetes i el Sol giraven al voltant de la Terra, que es trobava en el centre de l'univers. Els plantejaments del reconegut Aristòtil fets uns pocs anys abans no deixaven lloc a dubtes i venien a reforçar la dita tesi malgrat que es rebel·laven certs problemes a eixes afirmacions.
Alguns planetes com Venus i, sobretot, Mart descrivien trajectòries errants en el cel. És a dir, a vegades es movien avant i arrere. Açò era un problema en si mateix perquè la tradició aristotèlica deia que tots els moviments i les formes del cel eren cercles perfectes. Abans que Aristarc, Heràclides va trobar una possible solució al problema al proposar que els planetes podrien girar al voltant del Sol i aquest al seu torn orbitar respecte a la Terra. Açò ja va ser un gran bot conceptual però inclús era un model parcialment geocèntric.
Les seves idees astronòmiques no van ser ben rebudes i van ser rebutjades. El paradigma que dominava era la Teoria geocèntrica d'Aristòtil, posteriorment desenvolupada per Claudi Ptolemeu (c.85/100-c.175/170). Va caldre esperar a Copèrnic quasi 2000 anys més tard perquè triomfara el model heliocèntric.
Per desgràcia del seu model heliocèntric només ens queden les citacions de Plutarc i Arquimedes. Els treballs originals probablement es van perdre en un dels diversos incendis que va patir la biblioteca d'Alexandria.

## Heliocentrisme
L'únic treball d'Aristarc que ha sobreviscut fins al present,  De les grandàries i les distàncies del sol i de la lluna, es basa en una cosmovisió geocèntrica. Sabem per citacions, això no obstant, que Aristarc va escriure un altre llibre en el qual va avançar una hipòtesi alternativa del model heliocèntric. Arquimedes va escriure:
| « | el teu, rei Gelon, estàs assabentat que l'univers és el nom donat per la majoria dels astrònoms a l'esfera el centre de la qual és el centre de la terra, mentre que el seu radi és igual a la línia recta entre el centre del sol i el centre de la terra. Esta és la descripció comuna com l'has sentit d'astrònoms. Però Aristarc ha tret un llibre que consisteix en certes hipòtesis, on apareix, a conseqüència de les suposicions fetes, que l'univers és moltes vegades major que el univers acabat de mencionar. Les seves hipòtesis són que les estreles fixes i el sol romanen immòbils, que la terra gira al voltant del sol en la circumferència d'un cercle, el sol jau en el centre de l'òrbita, i que l'esfera de les estreles fixes, situada amb quasi el mateix centre que el sol, és tan gran que el cercle en el qual ell suposa que la terra gira guarda tal proporció a la distància de les estreles fixes quant el centre de l'esfera té a la seua superfície." | » |

Aristarc va creure així que les estrelles estaven infinitament llunyanes, i va veure això com la raó per la qual no hi havia paral·laxi visible, és a dir, un moviment observat d'unes estreles en relació amb altres en tant la terra es mou al voltant del sol. Les estreles estan, de fet, molt més llunyanes que el que va ser assumit en èpoques antigues, que és el perquè la paral·laxi estel·lar només és perceptible amb els millors telescopis. Però el model geocèntric va ser assumit com una explicació més simple i millor de la carència de paral·laxi. El rebuig de la visió heliocèntrica era segons pareix absolutament fort, com el passatge següent de Plutarc suggerix En la faç de la Lluna-De facie in orbe lunae, c. 6):
| « | Cleantes, un contemporani d'Aristarc, va pensar que era el deure dels Grecs processar Aristarc de Samos amb el càrrec d'impietat per posar en moviment la Llar de l'univers [ és a dir la terra ]... suposant que el cel roman en repòs i la terra gira en un cercle oblic, mentre que trencada, al mateix temps, sobre el seu propi eix. | » |

## Crítiques dels seus contemporanis als moviments de la Terra
Esta nova representació del sistema astronòmic va ser, en l'antiguitat, severament criticada. La idea que la Terra es movia resultava inacceptable i pareixia estar en contradicció amb el sentit comú i amb les observacions quotidianes. A més la hipòtesi es contraposava directament a les doctrines filosòfiques clàssiques, segons les quals la Terra havia de tenir un paper especial respecte als altres cossos celestes i el seu lloc havia de ser el centre d'Univers. Estos filòsofs afermaven, basant-se en la teoria aristotèlica, que els cossos pesants es mouen naturalment cap al centre de la Terra. Una altra implicació de la teoria dels moviments naturals d'Aristòtil era que allò pesant, una vegada arribat el seu lloc natural es parava. Les conseqüències d'esta teoria arribava a conclusions en part vertaderes i en part falses. Es deduïa, per exemple, que la Terra havia de tenir forma esfèrica. Però també es deduïa que la Terra romania del tot immòbil en el centre de l'Univers.
Els científics antics s'adonaven que si la Terra gira sobre el seu eix cada 24 hores, la velocitat d'un punt donat sobres la superfície de la Terra ha de ser molt alta.
Com podrien, llavors, els núvols o els projectils que es desplaçaven per l'aire superar la velocitat i el moviment de la Terra? Mai es podria realitzar cap moviment cap a l'est perquè la Terra s'avançaria sempre.
L'argument principal dels astrònoms es basava clarament en la fracassada observació del fenomen del paral·laxi anual de les estreles: si la Terra gira al voltant del Sol hauria d'haver-hi algunes variacions en les posicions relatives de les estreles, observades des de diferents punts de l'òrbita terrestre. Si les coses eren com a Aristarc afirmava havia de verificar-se un desplaçament de les estreles fixes en el curs d'un any, però els astrònoms grecs no havien notat gens paregut en les seves observacions. Aquest fet podia explicar-se de dos formes:
1. La Terra no gira al voltant del Sol.
2. La Terra gira al voltant del Sol, però les estreles estan tan lluny que el desplaçament és tan xicotet que no pot ser apreciat a simple vista. Aquestes segones hipòtesis eran les correctes. Però emprant els millors instruments per a observar les estreles, el paral·laxi anual no va poder ser descobert fins a 1838, amb les investigacions de Bessel.
Aristarc va tenir la suficient imaginació com per a sostindre que les estreles podien estar immensament lluny, cosa que ha confirmat plenament la ciència.
El sistema d'Aristarc amb els seus moviments circulars, fallava en el que es considera el més important: "salvar" els fenòmens, és a dir, proporcionar una predicció prou exacta. I no explicava el més senzill com era la desigual duració de les estacions.
És cert que Aristarc no va haver de ser l'únic que creia en la seva hipòtesi però, en els textos antics s'han esborrat els noms dels seus sacrílegs seguidors. A l'únic a què es recorda és a Seleuc, un astrònom babiloni, que va viure un segle després d'Aristarc i que va reprendre la teoria heliocèntrica amb bases argumentades.

## Distància al Sol

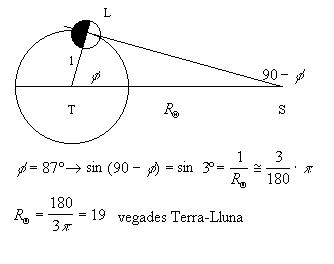
Tal com es veu en el diagrama adjunt, Aristarc va calcular l'angle entre el Sol i la Lluna (phi) quan aquesta es trobava en el primer o últim quart. És a dir, quan el triangle és rectangle. Llavors, mesurant phi podia resoldre el rectangle. Va observar que la distància entre la Terra i el Sol era molt més gran que la distància entre la Terra i la Lluna i que, conseqüentment, el Sol havia de ser molt més gran, ja que sabem que tant el disc solar com el lunar tenen un diàmetre aparent d'uns 32 minuts d'arc. Va ser la idea d'un Sol tan gran la que el va induir a pensar tots els cossos més petits havien de girar al seu voltant.

Aristarc va argumentar que el Sol, la Lluna, i la Terra formen un triangle rectangle en el moment del quart creixent o minvant. Estimava que l'angle (oposat al catet major) era de 87°. Va usar una correcta geometria, però dades d'observació inexactes, Aristarc va concloure erròniament que el Sol estava 19 vegades més lluny que la Lluna. El Sol està realment 390 vegades més lluny. Va precisar que la Lluna i el Sol tenen quasi igual radis angulars aparents i, per tant, els seus diàmetres han d'estar en proporció amb les seues distàncies a la Terra. Va concloure així que el sol era 19 vegades més gran que la Lluna, quan en realitat és 390 vegades major.

## La grandària i distància de la Lluna

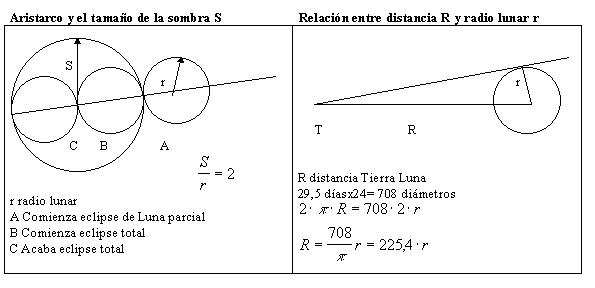
Configuració d'Aristac

Aristarc va observar la Lluna movent-se a través de l'ombra de la Terra durant un eclipsi lunar de màxima duració, a fi que la Lluna passara pel centre de l'ombra de la Terra. Aristarc va determinar per primera vegada la grandària lunar comparada amb el de la Terra i la distància a la Lluna. Per això va esbrinar que el temps que tardava la Lluna a ocultar-se per l'ombra de la Terra era aproximadament el doble que el temps que durava l'eclipsi total de Lluna, pel que el diàmetre de l'ombra era unes dues vegades la grandària del diàmetre lunar: S=2r.
Va estimar amb això, veurem després com, que el diàmetre de la Terra era d'unes 3 vegades el diàmetre de la Lluna. Si usem el càlcul de Eratòstenes que la Terra té 40.000 quilòmetres de circumferència (entre 40.000 km i 47000 km), obtindríem per a la grandària de la Lluna 14.000 quilòmetres de circumferència. La Lluna té una circumferència d'uns 11.000 quilòmetres.
A més el temps que tardava la Lluna a ocultar-se en l'ombra de la Terra era aproximadament d'1 hora és a dir que la Lluna avançava en el cel en 1 hora el seu propi diàmetre. Com se sabia que la Lluna tardava 29,5 dies a donar la volta a la Terra, resultava que feien falta 708 diàmetres lunars per a formar el cercle complet. Així que la distància lunar era de 225,4 vegades el radi lunar. Vist d'una altra manera la grandària angular del diàmetre lunar seria:
{\displaystyle {\frac {360\cdot 60}{29,5\cdot 24}}}
La grandària angular de la Lluna és una miqueta més de mig grau, i la Lluna dista 225,4 vegades el radi lunar:
{\displaystyle {\frac {r}{R}}={\frac {1}{225,4}}}
En la configuració d'Aristarc, reflectida en la imatge, el problema consistix a avaluar el radi lunar r i la distància a la Lluna R en funció del radi de la Terra rt.
De la semblança dels triangles rectangles ABC i ADE es compleix:
{\displaystyle {\frac {x}{2r}}={\frac {x+R}{rt}}={\frac {x+20\cdot R}{19\cdot r}}}
Per una propietat de les fraccions:
{\displaystyle {\frac {a}{b}}={\frac {c}{d}}={\frac {a+c}{b+d}}={\frac {a-c}{b-d}}}
resulta, aplicat a la configuració d'Aristarc que:
{\displaystyle {\frac {R}{rt-2r}}={\frac {20\cdot R}{17\cdot r}}}
amb el que resulta que el radi de la Terra rt és:
rt={\displaystyle {\frac {57}{20}}\cdot r}
el que justifica que per a Aristarc el radi de la Terra és quasi tres vegades el radi lunar.
El valor correcte amb les dades actuals és:
{\displaystyle {\frac {rt}{r}}}.
D'altra banda la distància de la Lluna R mesura per Aristarc és:
{\displaystyle {\frac {20}{57}}\cdot 225,4}
quan avui sabem que el valor correcte per a la distància és de 60 vegades el radi de la Terra.